# 구사나기역 (도카이 여객철도)
구사나기역(일본어: 草薙駅 쿠사나기에키[*])은 일본 시즈오카현 시즈오카시 시미즈구에 있는 도카이 여객철도의 철도역이다.

## 역 구조
상대식 2면 2선 구조의 지상역이다. 역사와 개찰구는 북쪽과 남쪽에 따로 존재하지만, 북쪽 출구는 평일 출퇴근 시간대에만 운영한다.
시미즈 역이 관리하는 직영역이다.

### 승강장
| 1 | ■ 도카이도 본선 | 누마즈 · 아타미 방면     |
| 2 | ■ 도카이도 본선 | 시즈오카 · 하마마쓰 방면 |

## 역세권 정보
- 시즈오카 현립 대학
- 시즈오카 철도 구사나기역

## 역사
- 1911년 4월 10일 - 일본국유철도 도카이도 본선 에시리 역 (지금의 시미즈 역) ~ 시즈오카 역 사이에 신호소로 개업.
- 1922년 4월 1일 - 신호장이 되었다.
- 1926년 4월 3일 - 정식 역으로 승격했다.
- 1987년 4월 1일 - 민영화에 따라 도카이 여객철도의 소속이 되었다.
- 2008년 3월 1일 - TOICA의 사용이 개시되었다.

## 인접역
| 도카이 여객철도 도카이도 본선 | 도카이 여객철도 도카이도 본선 | 도카이 여객철도 도카이도 본선         |
| ----------------------------- | ----------------------------- | ------------------------------------- |
| 시미즈 아타미 방면            | ■ 도카이도 본선               | 히가시시즈오카 시즈오카·하마마쓰 방면 |